# 杨克明 (1920年)
杨克明（1920年1月—），原名杨树森，男，陕西富平人，中华人民共和国政治人物、外交官。

## 生平
1937年参加革命工作。1937年8月加入中国共产党。1945年至1949年，在国统区从事地下工作。1957年，调入中华人民共和国外交部工作，任驻民主德国大使馆政务参赞、党委副书记。1959年，任外交部人事司副司长，后任外交部干部司副司长、外交部政治部主任、外交部干部司司长。1974年9月，出任中华人民共和国驻加纳大使。1979年4月，出任中华人民共和国驻肯尼亚大使。1985年，任中国非洲友好协会副会长、中国人民外交学会理事。